# SKY (Universität)
SKY ist ein Akronym und Sammelbegriff, um die drei südkoreanischen Prestige-Universitäten Seoul National University, Korea University und Yonsei University gemeinsam zu bezeichnen. Der Begriff wird in den südkoreanischen Medien und auch von den betroffenen Universitäten gängig benutzt. Im alltäglichen Sprachgebrauch der Südkoreaner hat sich das Wort SKY-Dae (SKY-Uni[s]) als Synonym für „südkoreanische Eliteuniversität“ durchgesetzt.
Die Zulassung zu einer der SKY-Universitäten wird in Südkorea als entscheidend für die Berufskarriere oder den gesellschaftlichen Status angesehen.
Tatsächlich haben viele Politiker, Juristen, Ärzte, Ingenieure, Hochschullehrer oder Abgeordnete einen Abschluss von einer der SKY-Universitäten. Eine Überprüfung der 500 größten koreanischen Firmen im Jahre 2014 ergab, dass zu dieser Zeit mehr als die Hälfte (genauer 296) der insgesamt 586 Chief Executive Officer dieser Firmen Alumni der drei SKY-Universitäten waren.

## Vergleich der Universitäten
| Institution                                               | Seoul National University                                    | Korea University                                                                 | Yonsei University                                                         |
| --------------------------------------------------------- | ------------------------------------------------------------ | -------------------------------------------------------------------------------- | ------------------------------------------------------------------------- |
| Logo                                                      |                                                              |                                                                                  |                                                                           |
| Trägerschaft                                              | Staatlich                                                    | Privat                                                                           | Privat                                                                    |
| Gründung                                                  | 1946                                                         | 1905                                                                             | 1885                                                                      |
| Motto                                                     | Veritas lux mea (Die Wahrheit ist mein Licht) 진리는 나의 빛 | Libertas, Justitia, Veritas (Freiheit, Gerechtigkeit, Wahrheit) 자유, 정의, 진리 | Die Wahrheit wird euch frei machen (Joh 8:32) 진리가 너희를 자유케 하리라 |
| Bachelor-Studenten                                        | 16.712 (2014)                                                | 25.739 (2013)                                                                    | 21.480 (2011)                                                             |
| Master-Studenten und Doktoranden                          | 11.490 (2014)                                                | 9.896 (2013)                                                                     | 6.668 (2011)                                                              |
| Gesamtanzahl der Studenten                                | 27.986 (2014)                                                | 35.635 (2013)                                                                    | 28.148 (2011)                                                             |
| Professoren                                               | 3.313 (2014)                                                 | 1.707 (2013)                                                                     | 2.973 (2011)                                                              |
| Chief Executive Officer in 500 größten Unternehmen Koreas | 154 (2014)                                                   | 88 (2014)                                                                        | 54 (2014)                                                                 |
| Mannschaften                                              | Gwanak Cranes                                                | Anam Tigers                                                                      | Sinchon Eagles                                                            |

## Dokumentation
Reach for the SKY (2015), Regie: Steven Dhoedt und Choi Wooyoung.